# Gemma Arterton
Pour les articles homonymes, voir Arterton.
Gemma Arterton, née le 2 février 1986 à Gravesend, dans le comté de Kent, en Angleterre, est une actrice britannique.
Après avoir été formée notamment à la Royal Academy of Dramatic Art de Londres, elle commence sa carrière en 2007 avec le téléfilm Capturing Mary, puis sur les planches avec la pièce Peines d'amour perdues. La même année, elle fait ses débuts au cinéma avec St. Trinian's, qui la révèle au grand public, mais son rôle de l'agent Strawberry Fields dans le 22e épisode de James Bond, Quantum of Solace, lui permet de se faire connaître de manière plus large.
Par la suite, elle enchaîne les blockbusters hollywoodiens : Le Choc des Titans (2010), Prince of Persia : Les Sables du Temps (2011), Hansel et Gretel : Witch Hunters et Players (2013), qui reçoivent cependant un accueil critique très faible.
En revanche, elle s'impose en Europe en tête d'affiche de films indépendants anglais saluées par la critique : Tamara Drewe (2010), La Disparition d'Alice Creed (2010), Song for Marion (2013), Une femme heureuse (2017). Elle s'investit aussi dans un cinéma de genre, avec les co-productions internationales fantastiques Byzantium (2012), de Neil Jordan, The Voices (2014), de Marjane Satrapi et The Last Girl - Celle qui a tous les dons (2016), de Colm McCarthy.
En 2014, Gemma Arterton tourne son premier long-métrage en langue française : Gemma Bovery, réalisé par Anne Fontaine, dans lequel elle partage l'affiche avec Fabrice Luchini. En 2016, elle tourne encore dans un film en langue française : le drame choral Orpheline, aux côtés d'Adèle Exarchopoulos.

## Biographie

### Jeunesse
Gemma Christina Arterton est née le 2 février 1986 à Gravesend dans le Kent, en Angleterre, elle est la fille de Sally-Anne Arterton (née Heap)[réf. nécessaire], femme de ménage, et de Barry Arterton, soudeur.
Née avec une polydactylie, ayant eu un doigt supplémentaire à chaque main, dont elle fut opérée enfant, et ayant une oreille froissée,, elle a été élevée, avec sa sœur, Hannah Jane, par leur mère dans un logement social de la ville de Gravesend,,, ; ses parents ont divorcé quand elle avait cinq ans. Adolescente, elle a fait partie d'un groupe punk « douteux », Violent Rose. Concernant cette expérience, elle dit : « Nous étions des filles punks névrosées, je pense que c'est mon truc. Je suis une vedette punk rock en dessous qui meurt d'envie de sortir ».
À seize ans, celle qui se destinait à devenir chanteuse s'est finalement tournée vers le métier d'actrice après avoir vu Björk dans le film Dancer in the Dark, de Lars von Trier.
Après avoir suivi la Gravesend Grammar School for Girls, à Gravesend, elle a suivi un cours d'arts du spectacle au Théâtre Miskin à Dartford, puis poursuivit sa formation à la Royal Academy of Dramatic Art de Londres. Ayant obtenu une bourse pour la Royal Academy, elle débarqua à Londres sans un sou et dut, pour payer son loyer, travailler comme vendeuse de maquillage et comme hôtesse dans un karaoké-bar, le Duke of Sussex. Elle dit plus tard qu'à la « RADA », elle était l'Eliza Doolittle de la classe, en référence au personnage de My Fair Lady, car les élèves étaient tous de milieux aisés. En 2006, elle travailla comme hôtesse de karaoké dans le karaoké bar Honest's Dave. Elle dit : « C'est un pub rugueux de gangsters près de Waterloo. Le propriétaire, 'Honest Dave', a dit que « si les choses devenaient tendues, qu'il fallait chanter la chanson de Titanic » – My Heart Will Go On de Céline Dion. Je l'ai fait et ça les a refroidis ».
Elle étudie aussi au Cours Florent lors de ses passages en France,. Elle parle couramment le français après l'avoir appris en six mois pour le tournage de Gemma Bovery.

### Débuts d'actrice en Angleterre (2007-2008)
Elle débute en jouant dans le téléfilm Capturing Mary, alors qu'elle était encore à l'école d'art dramatique et fait ses débuts au théâtre en incarnant Rosaline dans la pièce Peines d'amour perdues, de William Shakespeare, au Théâtre du Globe de Londres en 2007. Elle est engagée pour jouer le rôle de Kelly Jones dans le film St. Trinian's, une comédie sortie en salles en 2007 qui marque ses débuts au cinéma. Lors de l'audition pour le personnage, elle se retrouva en face de Sienna Miller, pensant qu'elle « n'avait aucune chance », mais quand, finalement, elle obtint le rôle de Kelly, elle dit avoir « sauté si haut » que sa « tête a touché le plafond ».
Bien que le film ait rencontré un accueil négatif de la part des critiques,, c'est un succès commercial au box-office britannique. Il a rapporté plus de 29 millions de $ de recettes mondiales. Aux États-Unis, le film, ayant connu une sortie limitée, est distribué durant une semaine et ne rapporte que 15 000 $. La prestation de la jeune actrice de vingt-et-un ans ne passe pas inaperçue, puisqu'elle obtient deux nominations, la première, au Empire Awards, dans la catégorie « meilleure nouvelle venue » et la seconde, au National Movie Awards dans la catégorie « meilleure actrice ».
Elle tient par la suite un second rôle dans RocknRolla, film de gangsters réalisé par Guy Ritchie, dans lequel elle se retrouve dans une prestigieuse distribution, avec entre autres Gérard Butler, Thandie Newton et Mark Strong. Le film, largement exporté à l'international, lui permet d'obtenir une certaine exposition.

### Révélation internationale (2008-2010)

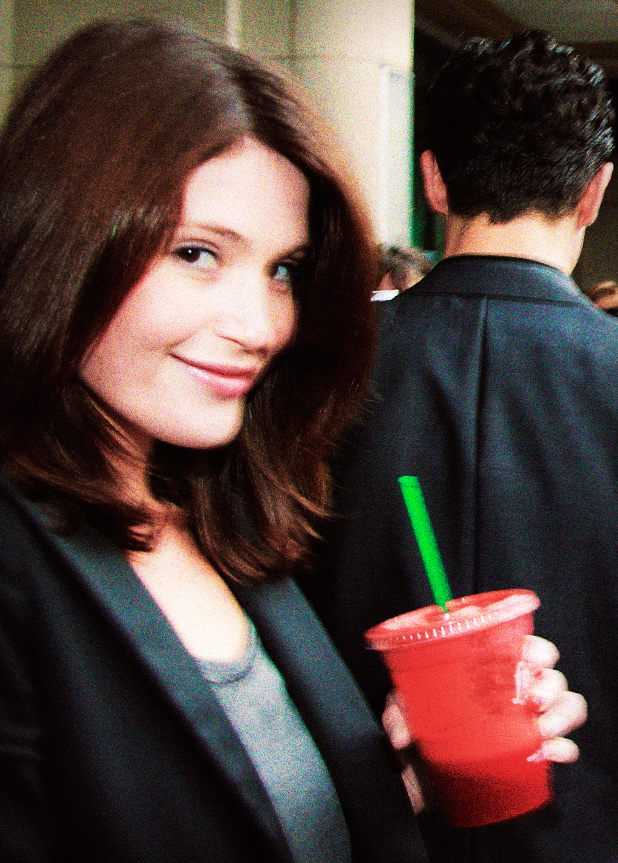
Arterton au Festival international du film de Toronto 2010, pour la première de Tamara Drewe.

En 2008, elle opère une véritable percée médiatique en devenant une James Bond girl, dans le 22e film de la saga éponyme, Quantum of Solace. Elle y a pour partenaires son compatriote Daniel Craig et le français Mathieu Amalric. Choisie parmi près de 1 500 candidates, elle y joue Strawberry Fields, une employée du MI6 chargée de ramener James Bond en Angleterre. Son personnage est décrit comme un « rôle de taille enviable » et qu'elle décrit elle-même comme « la crème de la pensée de l'homme ». Le film reçoit un accueil critique positif, mais modéré, et obtient un succès commercial, avec 586 millions de $ de recettes mondiales, devenant ainsi le plus grand succès cinématographique au box-office de l'actrice. En France, le long-métrage réunit 3,7 millions de spectateurs. Elle obtient l'Empire Award du meilleur espoir pour sa prestation.
La même année, elle tient le rôle-titre de la mini-série britannique Tess of the D'Urberville, adaptation du roman de Thomas Hardy par la BBC et incarne Elizabeth Bennett dans Orgueil et Quiproquos, version parodique et humoristique du roman Orgueil et préjugés, écrit par Jane Austen.
En 2009, elle figure au sein de la distribution prestigieuse de la comédie anglaise Good Morning England, de Richard Curtis, et joue dans la suite St. Trinian's 2 : The Legend of Fritton's Gold, au côté de Colin Firth, David Tennant et Rupert Everett. Le film rencontre un échec critique similaire au premier volet et convainc moins au box-office que l'opus précédent.
C'est l'année suivante qu'elle capitalise sur le succès commercial de Quantum of Solace, en étant choisie pour participer à des grosses productions hollywoodiennes. Tout d'abord, elle incarne Io dans le blockbuster d'heroic fantasy Le Choc des Titans, réalisé par le français Louis Leterrier, remake du film de 1981. Elle y a pour partenaire Sam Worthington. Le film est mal accueilli par la critique, mais remporte un succès au box-office avec 493 millions de $ de recettes mondiales et près de 1,9 million d'entrées en France. La même année, elle prête ses traits à la princesse Tamina pour Prince of Persia : Les Sables du Temps, adaptation cinématographique du jeu vidéo éponyme réalisé par l'Anglais Mike Newell. Afin de se préparer au rôle, elle s'est mise à l'équitation à Madrid avant le tournage. L'accueil critique est également mitigé et rapporte 335,4 millions de $ de recettes mondiales, malgré l'échec sur le territoire américain. Prince of Persia est également un succès sur le territoire français, avec 2,2 millions d'entrées.
Cette année-là, c'est à deux films indépendants anglais qu'elle doit les faveurs de la critique : elle est la tête d'affiche du thriller La Disparition d'Alice Creed, dans lequel elle incarne une jeune femme riche kidnappée par deux hommes. Puis elle tient le rôle-titre de Tamara Drewe de Stephen Frears (adapté du roman graphique éponyme de Posy Simmonds), dans lequel elle interprète une jeune et jolie journaliste qui revient dans son village natal et sème le trouble auprès de plusieurs hommes. Les deux films rencontrent un accueil critique favorable, et un certain succès en salles, notamment pour Tamara Drewe qui rapporte plus de 11 millions de $ de recettes mondiales. En France, Tamara Drewe réunit près de 596 000 spectateurs. Ses deux performances lui valent une nomination au British Academy of Film and Television Arts.
Durant la décennie suivante, elle se consacre à des projets moins commerciaux.

### Entre théâtre anglais et cinéma américain (2010-2015)

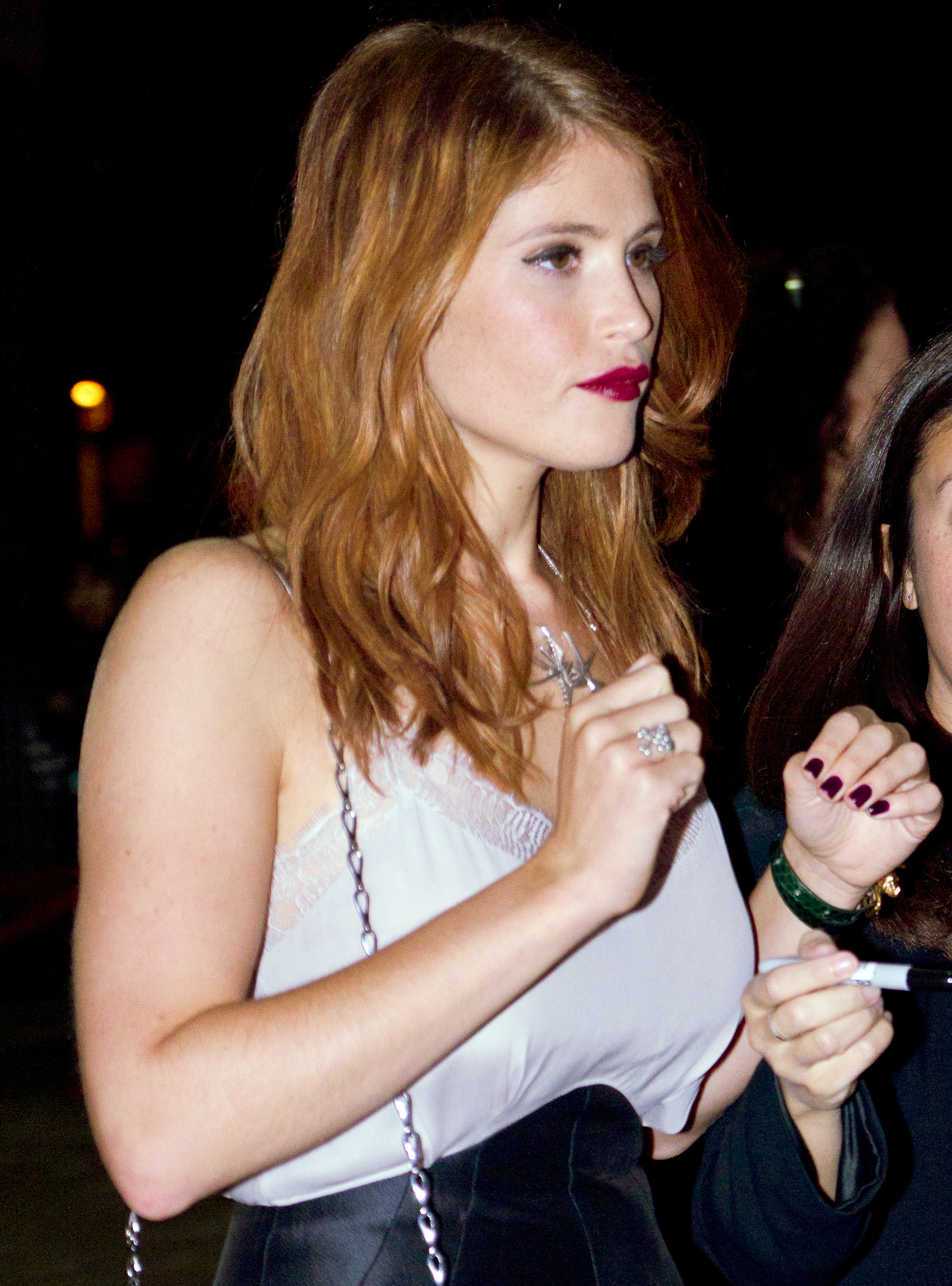
L'actrice à la première de Byzantium, au Festival de Toronto, en septembre 2012.

En 2009, entre deux tournages de films, elle fait son retour au théâtre avec la pièce The Little Dog Laughed (en), pièce écrite par Douglas Carter Beane (en) et joué au Garrick Theatre, à Londres. De novembre 2010 à janvier 2011, elle est à l'affiche d'une autre pièce, Solness le constructeur, d'Henrik Ibsen et joué au Almeida Theatre à Londres, dans lequel elle partage la vedette avec Stephen Dillane,. Elle participe à la pièce The Children's Monologues, mise en scène par Danny Boyle, et jouée au Théâtre Old Vic.
Elle devait initialement jouer le rôle de Catherine Earnshaw dans une nouvelle adaptation cinématographique des Hauts de Hurlevent, mais s'est retirée du projet, elle est remplacée par Kaya Scodelario.
Du 30 novembre au 8 décembre 2012, elle fait partie du jury du 12e Festival international du film de Marrakech. Le jury est présidé par John Boorman, et dans lequel on retrouve notamment James Gray, Lambert Wilson ou encore Marie-Josée Croze.
En 2012, elle est à l'affiche de longs-métrages présentés au Festival de Toronto : la co-production anglo-américaine Byzantium, film de vampires réalisé par Neil Jordan et la comédie dramatique anglaise Song for Marion, dans laquelle elle incarne une jeune et pétillante chef d'une chorale. Sortis en 2013, les longs-métrages sont accueillis favorablement,, mais rencontrent chacun un résultat différent au box-office, Byzantium rencontrant un échec, Song for Marion un petit succès.
En 2013, elle défend aussi deux productions hollywoodiennes, toutes deux mal reçues par la critique : tout d'abord, elle incarne Gretel dans le blockbuster Hansel et Gretel : Witch Hunters aux côtés de Jeremy Renner qui lui, incarne Hansel. Il s'agit d'une continuation cinématographique du conte traditionnel du XVIIe siècle Hansel et Gretel, les deux personnages éponymes formant un duo de chasseurs de sorcières. Si les critiques ont émis un avis défavorable, il rencontre toutefois un énorme succès au box-office avec 225,7 millions de $ de recettes mondiales et totalise plus de 850 000 entrées. Autre échec critique et même commercial, au côté de Justin Timberlake et Ben Affleck dans le thriller Players. Le film ne rencontre pas un franc succès critique et public, avec seulement 62,7 millions de $ de recettes mondiales et 383 000 spectateurs sur le territoire français.
Elle se consacre alors au cinéma européen.

### Cinéma européen (2014-2016)

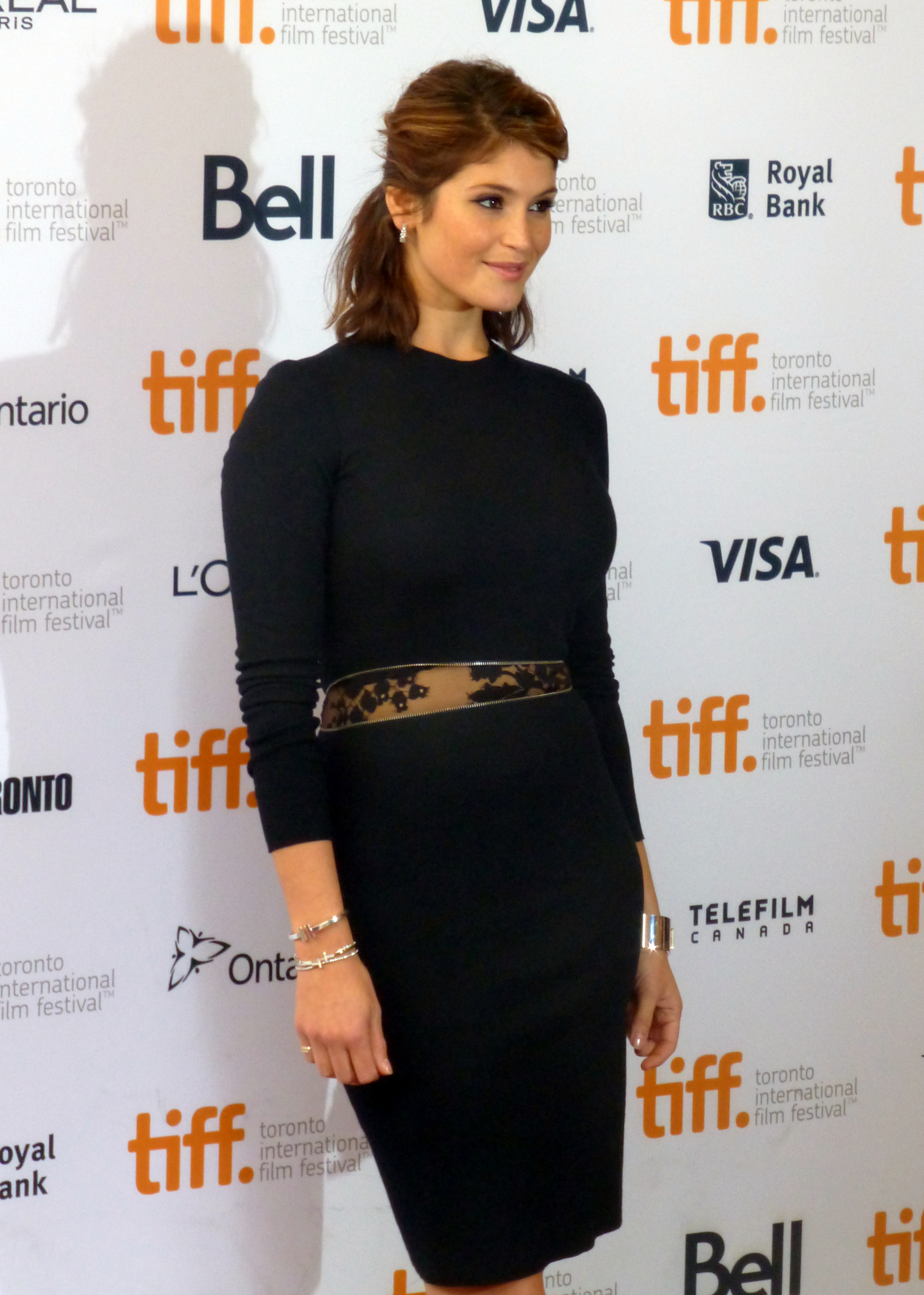
L'actrice au Festival international du film de Toronto 2014, pour la présentation du film français Gemma Bovery.

En 2014, elle joue pour la seconde fois le rôle-titre dans une adaptation d'un roman graphique de Posy Simmonds (après Tamara Drewe de Stephen Frears en 2010), Gemma Bovery, publié en 1999, inspiré du roman Madame Bovary de Gustave Flaubert. Gemma Bovery est son premier film français, réalisé par Anne Fontaine, où elle partage la vedette avec Fabrice Luchini. Malgré un bon accueil critique, le film n'obtient pas le succès escompté en salles avec près de 570 000 entrées. La même année, elle est à l'affiche du thriller The Voices de Marjane Satrapi, aux côtés de Ryan Reynolds, qui connaît un bon accueil critique.
En 2015, dans une interview au journal The Independent, Arterton a déclaré qu'elle était le choix du réalisateur Jonathan Glazer pour tenir le rôle principal du film Under the Skin, mais que toutefois le réalisateur a été contraint de remanier en raison de la perception de manque de « pouvoir de star » de l'actrice.
Cette même année, elle multiplie les tournages, et défend quatre longs métrages en 2016 : tout d'abord le drame 100 Streets, aux côtés d'Idris Elba ; puis un film d'époque, co-produit internationalement, L'Histoire de l'amour, mis en scène par Radu Mihaileanu ; elle revient vers le cinéma de genre en tenant le premier rôle du film de zombies The Last Girl - Celle qui a tous les dons, où elle donne notamment la réplique à Glenn Close. Enfin, elle est aussi la tête d'affiche de la comédie dramatique historique Une belle rencontre, réalisée par Lone Scherfig.
En février 2016, Arterton remonte également sur les planches pour jouer le rôle-titre de la pièce Nell Gwynn (en), transféré du Shakespeare's Globe au Apollo Theatre, dans le West End,.
En septembre 2016, elle fait partie du jury de la Mostra de Venise pour sa 73e édition, sous la présidence de Sam Mendes. Tous deux ont participé à la série des James Bond.

### Tête d'affiche et productrice (depuis 2017)

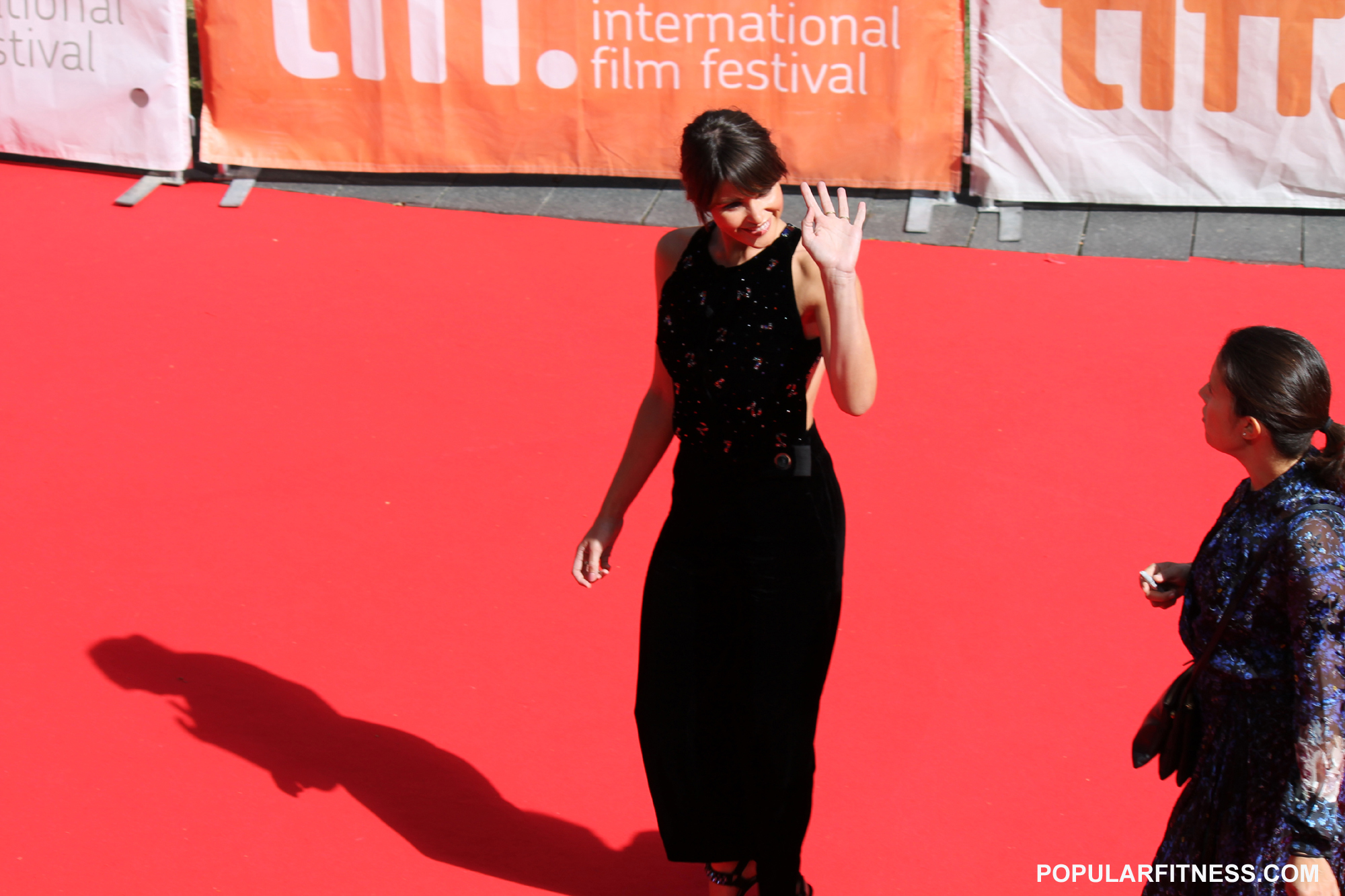
L'actrice à l'édition 2016 du Festival de Toronto, cette fois pour présenter un drame anglais, Une belle rencontre.

L'année 2017 la voit évoluer dans deux films : son second film français, Orpheline, réalisé par Arnaud des Pallières. Au casting principal figurent aussi Adèle Haenel et Adèle Exarchopoulos. Elle est surtout la tête d'affiche d'un drame social anglais, Une femme heureuse, dont elle est également productrice exécutive.
Cette même année, elle déclare qu'elle n'accepterait plus le rôle d'une James Bond girl à ce stade de sa carrière, considérant qu'à l'âge de 21 ans, c'était surtout une opportunité pour une actrice aux origines modestes. En 2013, elle déclarait cependant qu'il n'y avait aucune honte à être James Bond Girl.
Fin 2018, elle présente au Festival de Toronto la romance historique Vita and Virginia dont elle partage l'affiche avec Elizabeth Debicki. Ce long-métrage, qu'elle co-produit également, et où elle incarne la romancière et artiste Vita Sackville-West, est sorti en 2019.
Cette année-là est aussi marquée par un retour à un cinéma plus commercial : elle donne en effet la réplique à Jennifer Aniston et Adam Sandler pour les besoins de la comédie potache, produite pour Netflix, Murder Mystery. Le français Dany Boon figure aussi au casting et elle y retrouve également Luke Evans.
En 2020, elle tient le premier rôle du drame anglais Summerland, écrit et réalisé par Jessica Swale, dont l'action se déroule dans le Kent durant la seconde guerre mondiale. Elle y interprète une auteure misanthrope qui se voit confier de force un jeune garçon évacué de Londres en raison du Blitz.
2021 marque sa collaboration avec la scénariste-réalisatrice française Julie Delpy qui signe son premier long-métrage américain, intitulé My Zoe. Surtout, elle revient aux blockbusters sous la direction du britannique Matthew Vaughn pour le préquel Kingsman: The Great Game. Figurent aussi au casting Aaron Taylor-Johnson et Ralph Fiennes.
Parallèlement à son activité devant la caméra, la comédienne est membre du collectif 50/50 qui a pour but de promouvoir l’égalité des femmes et des hommes et la diversité dans le cinéma et l’audiovisuel,.

## Vie publique
En 2008, Gemma Arterton est le visage du parfum Bond Girl d'Avon, lancé en octobre de la même année. Après une série de publicités pour Avon, Arterton a demandé en mai 2008 un rôle aux côtés de Kate Moss pour la marque Rimmel, mais fut bloquée en raison d'obligations contractuelles vis-à-vis d'Avon.

## Vie privée
Elle s’est mariée en toute discrétion en Espagne le 5 juin 2010. La jeune actrice a dit oui à son fiancé Stefano Catelli lors d’une cérémonie en plein air dans le petit village de Zuheros, en Andalousie,.
En 2013, elle s'est séparée de son époux, le divorce est prononcé le 21 août 2015.
De 2014 à 2016, elle vit avec l'assistant réalisateur Franklin Ohanessian, rencontré sur le tournage de Gemma Bovery.
Depuis 2017, elle est en couple avec l'acteur Rory Keenan, avec lequel elle s'est mariée lors d'une cérémonie privée en 2019.
En novembre 2022, la comédienne confirme attendre son premier enfant lors d'une remise de prix au Raindance Film Festival.
Après avoir longtemps vécu à Londres, la comédienne vit aujourd'hui en famille dans le Sussex de l'Est, situé dans le sud de l'Angleterre.

## Théâtre
- Peines d'amour perdues (Love's Labour's Lost), de William Shakespeare, joué en 2007 au Shakespeare's Globe à Londres : Rosaline
- The Little Dog Laughed, de Douglas Carter Beane, mis en scène par Jamie Lloyd et joué du 8 janvier au 10 avril 2010 au Garrick Theatre à Londres : Ellen
- Solness le constructeur (The Master Builder), d'Henrik Ibsen, mis en scène par Travis Preston et joué du 12 novembre 2010 au 8 janvier 2011 au Almeida Theatre à Londres : Hilde Wangel
- The Duchess of Malfi de John Webster, joué du 9 janvier au 16 février 2014 au Shakespeare's Globe à Londres[81] : la duchesse de Malfi
- Made in Dagenham, comédie musicale de David Arnold et Richard Thomas, joué le 9 octobre 2014, puis du 5 novembre 2014 à mars 2015[82],[83] au Adelphi Theatre : Rita O'Grady
- Nell Gwynn (en) at the Apollo Theatre 2016
- Saint Joan de George Bernard Shaw et mis en scène par Josie Rourke, joué du 9 décembre 2016 au 18 février 2017 au Donmar Warehouse, à Londres : Jeanne d'Arc
- Walden d'Amy Berryman et mis en scène par Ian Rickson, joué du 22 mai au 12 juin 2021 au Harold Pinter Theatre, à Londres : Stella

## Filmographie
Sauf indication contraire, les informations mentionnées dans cette section peuvent être confirmées par la base de données cinématographiques IMDb,  présente dans la section « Liens externes ».

### Cinéma

#### Longs métrages
- 2007 : St Trinian's : Pensionnat pour jeunes filles rebelles (St Trinian's) d'Oliver Parker et Barnaby Thompson : Kelly
- 2008 : Three and Out de Jonathan Gershfield : Frances « Frankie » Cassidy
- 2008 : RocknRolla de Guy Ritchie : June
- 2008 : Quantum of Solace de Marc Forster : Strawberry Fields
- 2009 : Good Morning England (The Boat That Rocked) de Richard Curtis : Desiree
- 2009 : St. Trinian's 2 : The Legend of Fritton's Gold d'Oliver Parker et Barnaby Thompson : Kelly
- 2010 : Le Choc des Titans (Clash of the Titans) de Louis Leterrier : Io
- 2010 : Prince of Persia : Les Sables du Temps (Prince of Persia: The Sands of Time) de Mike Newell : Princesse Tamina
- 2010 : La Disparition d'Alice Creed (The Disappearance of Alice Creed) de J Blakeson : Alice Creed
- 2010 : Tamara Drewe de Stephen Frears : Tamara Drewe
- 2010 : Love's Labour's Lost (Globe Theatre Version) d'un réalisateur inconnu (vidéo) : Rosaline
- 2012 : Byzantium de Neil Jordan : Clara Webb
- 2013 : Hansel et Gretel : Witch Hunters de Tommy Wirkola : Gretel
- 2013 : Song for Marion de Paul Andrew Williams : Elizabeth
- 2013 : Players (Runner Runner) de Brad Furman : Rebecca Shafran
- 2014 : The Voices de Marjane Satrapi : Fiona
- 2014 : Gemma Bovery d'Anne Fontaine : Gemma Bovery
- 2016 : 100 Streets de Jim O'Hanlon : Emily
- 2016 : L'Histoire de l'amour (The History of Love) de Radu Mihaileanu : Alma
- 2016 : The Last Girl : Celle qui a tous les dons (The Girl with All the Gifts) de Colm McCarthy : Helen Justineau
- 2016 : Une belle rencontre (Their Finest) de Lone Scherfig : Catrin Cole
- 2017 : Orpheline d'Arnaud des Pallières : Tara
- 2017 : Une femme heureuse (The Escape) de Dominic Savage : Tara — également productrice exécutive
- 2018 : Vita and Virginia de Chanya Button : Vita Sackville-West — également productrice exécutive
- 2019 : Murder Mystery de Kyle Newacheck : Grace Ballard
- 2019 : Comment je suis devenue une jeune femme influente (How to Build a Girl) de Coky Giedroyc : Maria von Trapp
- 2019 : My Zoé de Julie Delpy : Laura Fischer
- 2020 : Summerland de Jessica Swale : Alice
- 2021 : The King's Man : Première Mission (The King's Man) de Matthew Vaughn : Polly Wilkins/Galahad
- 2022 : Rogue Agent de Declan Lawn et Adam Patterson : Alice Archer
- 2023 : The Critic de Anand Tucker : Nina Land

#### Courts métrages
- 2009 : Perfect de Christopher Obi : Poppy
- 2011 : Astonish Me de Charles Sturridge : The Guide
- 2012 : It's Getting Late de Massy Tadjedin
- 2018 : Leading Lady Parts (en) de Jessica Swale (en) : la panéliste
- 2019 : Comic Relief: Mamma Mia! Here We Go Yet Again d'Ed Bye (en) : Lily James
- 2020 : Hayley Alien : la femme sur le pont
- 2020 : Bump : Pearl

#### Films d'animation
- 2010 : Le Voyage extraordinaire de Samy (Sammy's avonturen: De geheime doorgang) de Ben Stassen : Shelley (voix)[NB 5]
- 2018 : StarDog et TurboCat de Ben Smith : Cassidy (voix)
- 2022 : Maurice le chat fabuleux (The Amazing Maurice) de Toby Genkel et Florian Westermann : Peaches (voix)
- 2022 : Watch the Skies de Mark Byers : voix

### Télévision

#### Téléfilms
- 2007 : Capturing Mary de Stephen Poliakoff : Liza
- 2014 : The Duchess of Malfi de Dominic Dromgoole : la duchesse de Malfi[NB 6]
- 2014 : The Mysterious Mr Webster : la duchesse de Malfi

#### Séries télévisées
- 2008 : Orgueil et Quiproquos (Lost in Austen) : Elizabeth Bennet (2 épisodes)
- 2008 : Tess D'Urbervilles : Tess Durbeyfield (4 épisodes)
- 2014 : Inside No. 9 : Gerri (1 épisode)
- 2016 : Some Mothers Do 'Ave 'Em : Jessica Spencer (1 épisode)
- 2018 : Urban Myths : Marilyn Monroe (1 épisode)
- 2018 : Watership Down (en) : Clover (mini-série d'animation en 4 épisodes, voix originale)
- 2020 : Black Narcissus (Le Narcisse noir) : Soeur Clodagh (3 épisodes)
- 2022 : Moley : Mona Lisa (voix) (14 épisodes)
- depuis 2022 : Funny Woman : Barbara Parker / Sophie Straw (6 épisodes)[84]
- 2023 : Culprits arnaque à l'Anglaise (Culprits) : Dianne Harewood (7 épisodes)
- 2025 : Secret Service : Kate Henderson

### Clips
- 2016 : Kerala de Bonobo
- 2021 : Remember Where You Are de Jessie Ware

## Distinctions

### Récompenses
- Empire Awards 2009 : Meilleur espoir pour Quantum of Solace
- Glamour Awards (en) 2011 : Meilleure actrice de film[85]

### Nominations
- Empire Awards 2008 : Meilleure espoir pour St Trinian's : Pensionnat pour jeunes filles rebelles (St Trinian's)
- National Movie Awards 2008 : Meilleure performance féminine pour St Trinian's : Pensionnat pour jeunes filles rebelles (St Trinian's)
- Broadcasting Press Guild Awards 2009 : Meilleure actrice pour Tess of the D'Urbervilles
- Teen Choice Awards 2010 : 
  - Meilleure actrice dans un film fantastique pour Le Choc des Titans et Prince of Persia : Les Sables du Temps
  - Meilleure révélation féminine pour Le Choc des Titans
- Scream Awards 2010 : Meilleure performance féminine pour Prince of Persia : Les Sables du Temps
- 64e cérémonie des British Academy Film Awards 2011 : Orange Rising Star Award pour Tamara Drewe (2010).
- What's On Stage Awards 2015 : Meilleure actrice dans une comédie musicale pour Made in Dagenham (théâtre)
- Laurence Olivier Awards 2015 de la meilleure actrice dans une comédie musicale pour Made in Dagenham (théâtre)
- Laurence Olivier Awards 2016 de la meilleure actrice pour Nell Gwynn (en) (théâtre)

## Voix francophones
En version française, Chloé Berthier est la voix régulière de Gemma Arterton. Auparavant, Barbara Beretta l'a également doublée à cinq reprises.
Au Québec, Catherine Proulx-Lemay est la voix régulière de l'actrice.